# John Schwab
John Schwab (ur. 15 września 1972) – amerykański aktor filmowy i głosowy, producent telewizyjny i muzyk mieszkający w Londynie.
Najbardziej znany jest ze swoich ról filmowych i telewizyjnych, takich, jak prawnik Travis Tygart w dramacie Strategia mistrza z 2015 roku, baseballista Lefty Grove w biograficznym dramacie Projekt Larson z 2018 roku, producent telewizyjny Jotham Starr w miniserialu telewizyjnym Cena milczenia z 2019 roku czy pan Booth w Gambicie królowej z 2020 roku.
Pracował też przy brytyjskich serialach telewizyjnych takich, jak: Doktor Who, Clone, Mój tata jest premierem, Hotel Babylon i Tajemnice Majorki.
Podkładał głos w animacjach i grach komputerowych takim postaciom, jak Dane w Crysis Warhead, Zeck w Boo, Zino & the Snurks, Vinnie w Thomas & Friends: The Great Race, Timo w Prawie jak gladiator, Jin w Xenoblade Chronicles 2 i Xenoblade Chronicles 2: Torna – The Golden Country, Dandelion w Wiedźminie, Tony Stark / Iron Man w Lego Marvel Super Heroes 2 czy Guardian, Black Sinja oraz Blue Sinja w Trials of the Blood Dragon.